# Mosaïque des Xenia
La mosaïque des Xenia est une mosaïque romaine, découverte en 1967 à Saint-Romain-en-Gal. Elle est exposée au Musée gallo-romain de Saint-Romain-en-Gal-Vienne dans le département du Rhône.

## Principe décoratif: lesxenia
Le mot xenia fait référence au concept grec de l'hospitalité. En grec, le mot xenia désigne de petits présents comme des aliments offerts par le maître des lieux aux invités. Le terme de xenia provient du nom grec de Zeus (Xénios) et d'Athéna (Xénia) en référence à la protection des Dieux. Le traité de Vitruve rappelle la coutume grecque d'offrir à l'arrivée des hôtes, des poulets, des œufs, des légumes, des fruits et toutes les autres choses qu'ils recevaient de la campagne. « Voilà pourquoi les peintres ont appelé xenia les peintures qui représentent ces présents qu'on envoyait à ses hôtes ». La Galerie de tableaux de Philostrate de Lemnos décrit aussi des tableaux à xenia. Ce thème décoratif hellénistique connut un grand développement dans la mosaïque romaine.

## Histoire d'une découverte
La mosaïque des Xenia est découverte en 1967 sur le site archéologique de Saint-Romain-en-Gal sur la rive droite du Rhône. La maison aux Cinq Mosaïques est l'une des plus petites étudiées sur le site archéologique de Saint-Romain-en-Gal. Dès 1967, les fouilles de la domus, d'une durée de deux ans, mettent en évidence les cinq mosaïques d'où elle tire son nom. Ce site archéologique a été occupé dès la fin du Ier siècle av. J.-C.. Sous le principat d'Auguste, la construction d'une rue dite rue du Commerce, au début du premier siècle de notre-ère,  entraîne l'implantation de grandes maisons à péristyles. Ces demeures à péristyles dites domus urbaines, souvent luxueuses sont construites sur ce site jusqu'au IIe siècle apr. J.-C.. La mosaïque des Xenia est une des cinq mosaïques de cette maison. Elle décorait le triclinium, c'est-à-dire la salle à manger ou salle de réception. Malgré l'incendie qui a détruit la maison au IIIe siècle, certaines parties sont particulièrement bien préservées grâce aux remblais des constructions successives sur cette zone géographique.

## Description
La mosaïque des Xenia est de forme rectangulaire. Elle mesure 754 cm sur 730 cm. La mosaïque présente un encadrement constitué d'une frise avec différents motifs géométriques et d'ornements. Elle est à l'origine composée de 25 quadrillages en bandes formant des tableaux décoratifs carrés dans lesquels figurent des représentations liées aux arts de la table : corbeille de fruits, cerf, perdrix, pigeon, poissons et champignons, accompagnées de figures dionysiaques, dont un Silène en médaillon central. Aujourd'hui on parle de 15 tableaux car 10 cases sur les 25 du quadrillage sont détruites totalement ou tellement endommagées par l'incendie que toute lecture iconographique en est impossible. Lors de sa découverte, la mosaïque est déposée entièrement avant d'être remontée provisoirement sur des panneaux en bois d'une surface de 41 m2 sur 60 m2. Elle n'est donc plus montée d'un seul tenant. 
Énumération des tableaux à partir du coin supérieur gauche
- I : décor détruit
- II : décor illisible, seul le cadre intérieur est conservé
- III : oiseau dans l'écoinçon inférieur gauche
- IV : fragment de tresse
- V : bordure intérieure conservée et présence d'un arc de cercle
- VI : corps d'oiseau, identifié comme étant une perdrix représenté par des tesselles gris bleu, marron et rouge foncé
- VII : tête d'oiseau dans l'écoinçon inférieur gauche
- VIII : Néréide tenant un objet dans sa main droite et représentée de trois quarts chevauchant en amazone un dauphin représenté par des tesselles gris-clair, vieux rose, marron foncé et rouge foncé
- IX : sujet réalisé avec des tesselles marron foncé et marron clair mais difficile à identifier, probablement des volailles
- X : corbeille de fruits représentée avec des tesselles marron foncée sur le bord extérieur.
- XI : cervidé de profil de couleur marron foncé et marron clair et volatile décorant les quatre écoinçons.
- XII : deux oiseaux de profil, dessin peu lisible
- XIII : Silène de trois-quarts sur un âne de profil
- XIV : oiseau très peu lisible avec un corps dessiné par des tesselles noires et de couleur gris, vert, rose et rouge
- XV : cerf couché et écoinçons ornés d'oiseaux
- XVI : oiseau à grandes pattes, probablement un échassier et hautes herbes avec des fleurs similaires à celles du lotus
- XVII : oiseau presque entièrement détruit et dans les écoinçons une flûte de Pan
- XVIII : décor impossible à identifier
- XIX : patte trapue représentée par des tesselles noires et rouges avec six griffes noires appartenant probablement à un animal impossible à identifier; une flûte de Pan décore l'écoinçon
- XX : deux pintades de profil picorant réalisées avec des tesselles marron foncé, gris, vert et blanc.
- XXI :sujet marin avec poissons, coquille Saint-Jacques et décor de fleur de lotus dans les écoinçons
- XXII : griffon marin représenté avec une grande variété de couleur dans l'utilisation des tesselles.
- XXIII : nature morte aux champignons avec décor dans les écoinçons de vases d'où sortent des tiges fleuries et des dauphins de part et d'autre d'un trident.
- XXIV : dauphin et taureau marin
- XXV : mérou la gueule ouverte et un autre poisson nageant au milieu d'une coquille Saint-Jacques, d'un encornet et d'une moule.

## Analyse

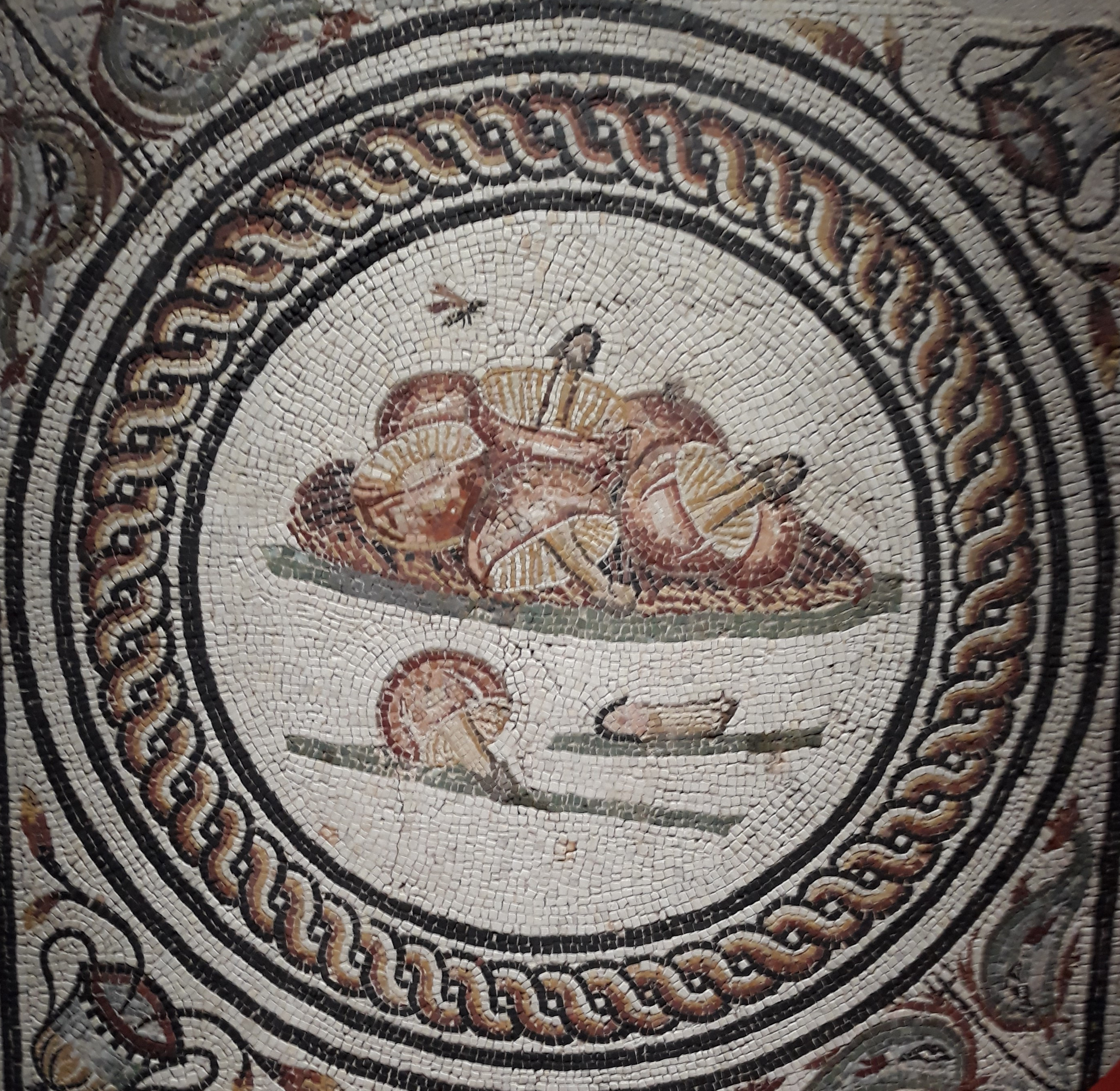
détail de la mosaïque des Xenia

La section de la mosaïque qui représente les champignons (tableau XXIII) est plutôt bien conservée. Elle montre des champignons type cèpes à même le sol de couleur grenat, rose, beige clair et marron. Une abeille les survole. Une mouche ou une autre guêpe est posée sur le chapeau d'un des champignons au fond du plat. Dans les quatre angles qui délimitent la mosaïque un décor de vases fleuris et de dauphins termine le tableau. Cette partie de la mosaïque représentant les champignons est composée de tesselles de marbre, de pierre et de verre. Elle est datée du premier quart du IIIe siècle.
Le tableau des champignons est exposé en 2018 dans l'exposition Claude, un empereur au destin singulier. C'est une allusion libre des organisateurs sur le goût romain pour les champignons, en rapport avec l'empoisonnement de Claude en 54, rapporté par les auteurs antiques.